# Samokow (gmina)
Samokow (bułg. Община Самоков) – gmina w zachodniej Bułgarii, w obwodzie sofijskim.

## Miejscowości
Lista miejscowości gminy Samokow:
- Alino (bułg.: Алино),
- Beli Iskyr (bułg.: Бели Искър),
- Bełczin (bułg.: Белчин),
- Bełczinski bani (bułg.: Белчински бани),
- Dołni Okoł (bułg.: Долни Окол),
- Dospej (bułg.: Доспей),
- Draguszinowo (bułg.: Драгушиново),
- Gorni Okoł (bułg.: Горни Окол),
- Gowedarci (bułg.: Говедарци),
- Gucał (bułg.: Гуцал),
- Jarebkowica (bułg.: Яребковица),
- Jarłowo (bułg.: Ярлово),
- Klisura (bułg.: Клисура),
- Kowaczewci (bułg.: Ковачевци),
- Lisec (bułg.: Лисец),
- Madżare (bułg.: Маджаре),
- Mała cyrkwa (bułg.: Мала църква),
- Marica (bułg.: Марица),
- Nowo seło (bułg.: Ново село),
- Popowjane (bułg.: Поповяне),
- Prodanowci (bułg.: Продановци),
- Raduił (bułg.: Радуил),
- Rajowo (bułg.: Райово),
- Relowo (bułg.: Рельово),
- Samokow (bułg.: Самоков) − siedziba gminy,
- Szipoczane (bułg.: Шипочане),
- Sziroki doł (bułg.: Широки дол),
- Złokuczene (bułg.: Злокучене).